# Vedersø Klit
Vedersø Klit er et rekreativt område på den danske vesterhavskyst mellem Ringkøbing Fjord og Nissum Fjord. Det er den sydligste del af et større sommerhusområde, 5 km nordvest for Vedersø og 13 km vest for Ulfborg. Mod nord støder Vedersø Klit op til Husby Klitplantage og mod syd til Husby Klit.
Området er præget af turisme med en stor andel af tyske gæster, faciliteterne indbefatter flere sommerhusbureauer, turisthotellet Vedersø Klit Badehotel samt campingpladsen Vedersø Klit Camping.

## Historie
Oprindeligt levede beboerne i området af landbrug og fiskeri.
I 1927 blev Vedersø Klit Badehotel opført under navnet Hotel Seattle af dansk-amerikaneren Thorvald Nygaard, og i 1930'erne begyndte der så småt at blive opført sommerhuse i området. Husene blev bygget med valmtag af strå, hvilket dels stammer fra den lokale tradition for husbyggeri i området, dels med indflydelse fra Landsforeningen Bedre Byggeskik. For at bevare en ensartethed i området har der i mange år eksisteret klausuler, der foreskriver regler om husenes udseende, afstande, byggematerialer, farver og lignende. Derved har man opnået en harmoni på stedet, der er usædvanlig for sommerhusområderne på vestkysten.
Hotellet var i 1930'erne genstand for en lokal strid, idet ejeren ønskede at få spiritusbevilling. Dette satte den lokale præst, Kaj Munk, sig imod, og det lykkedes ham at hindre bevillingen. Et nyt forsøg blev gjort i 1942, men igen lykkedes det Munk forhindre forehavendet. Først efter krigen, i 1951, gik en bevilling igennem for sommerperioden, inden en helårsbevilling blev givet i 1959.
Hotellet var i en årrække gennem en stribe ejerskifter og ejes nu af brødrene Nick og Oliver Mogensen .

## Mindesmærker
Vartegnet for Vedersø Klit er den trekantede båke (sømærke), der er omkring 12 meter højt og blev bygget i 1884. Dette år blev der opstillet 25 sådanne båker langs hele vestkysten for at hjælpe skibene, der sejlede langs kysten, med at tage bestik af afstanden til land. Båken er rødmalet og er på grund af fare for at blive taget af havet i 2007 blevet flyttet fra sin oprindelige plads og længere ind i landet. Båken er i dag fredet sammen med de øvrige fortsat eksisterende af slagsen.

## Bunkere
Under anden verdenskrig opførte tyskerne en række bunkere af beton langs Vestkysten som et led i Atlantvolden. Også ved Vedersø Klit fandtes der en række af disse bunkere, og lige syd for området fandt man i 2008 fire ukendte bunkere op ved Kryle Strand.
Da havet har ædt sig ind på stranden, er flere af bunkerne kommet til at ligge meget tættere på vandkanten eller endog ud i havet. Nogle af bunkerne er fredede, mens andre er fjernet, så besøgende ikke risikerer at komme til skade på beton, murbrokker og armeringsjern.